# Talsperre Tambach-Dietharz
Die Talsperre Tambach-Dietharz ist eine kleine Talsperre in Thüringen, die vordringlich zur Verbesserung der Trinkwasserversorgung von Gotha gebaut wurde. Die Talsperre wird daher auch „Gothaer Talsperre“ oder „Stauweiher“ genannt. Sie liegt am Südrand der Stadt Tambach-Dietharz und staut das Wasser der Apfelstädt und das Mittelwasser. Sie ist nicht zu verwechseln mit der nahe gelegenen Talsperre Schmalwasser.

## Planung und Bau
Bei der Planung war der Bauingenieur Otto Intze, der damals und noch heute wohl berühmteste Talsperren-Konstrukteur, als Gutachter beteiligt. Die Talsperre entspricht allerdings nicht in allen Punkten dem Intze-Prinzip. Die Bauarbeiten begannen im September 1902 nach 11 Jahren Planung und Vorbereitung unter Leitung des Gothaer Ingenieurs Hugo Mairich, die Oberbauleitung übernahm Ministerialrat Fecht aus Straßburg. Das Bauunternehmen Windschild & Langelott konnte im Oktober 1905 die Baumaßnahmen an der Staumauer beenden. Nach den erforderlichen bautechnischen Überprüfungen wurde die Talsperre ab dem Frühjahr 1906 erstmals eingestaut.

## Staumauer

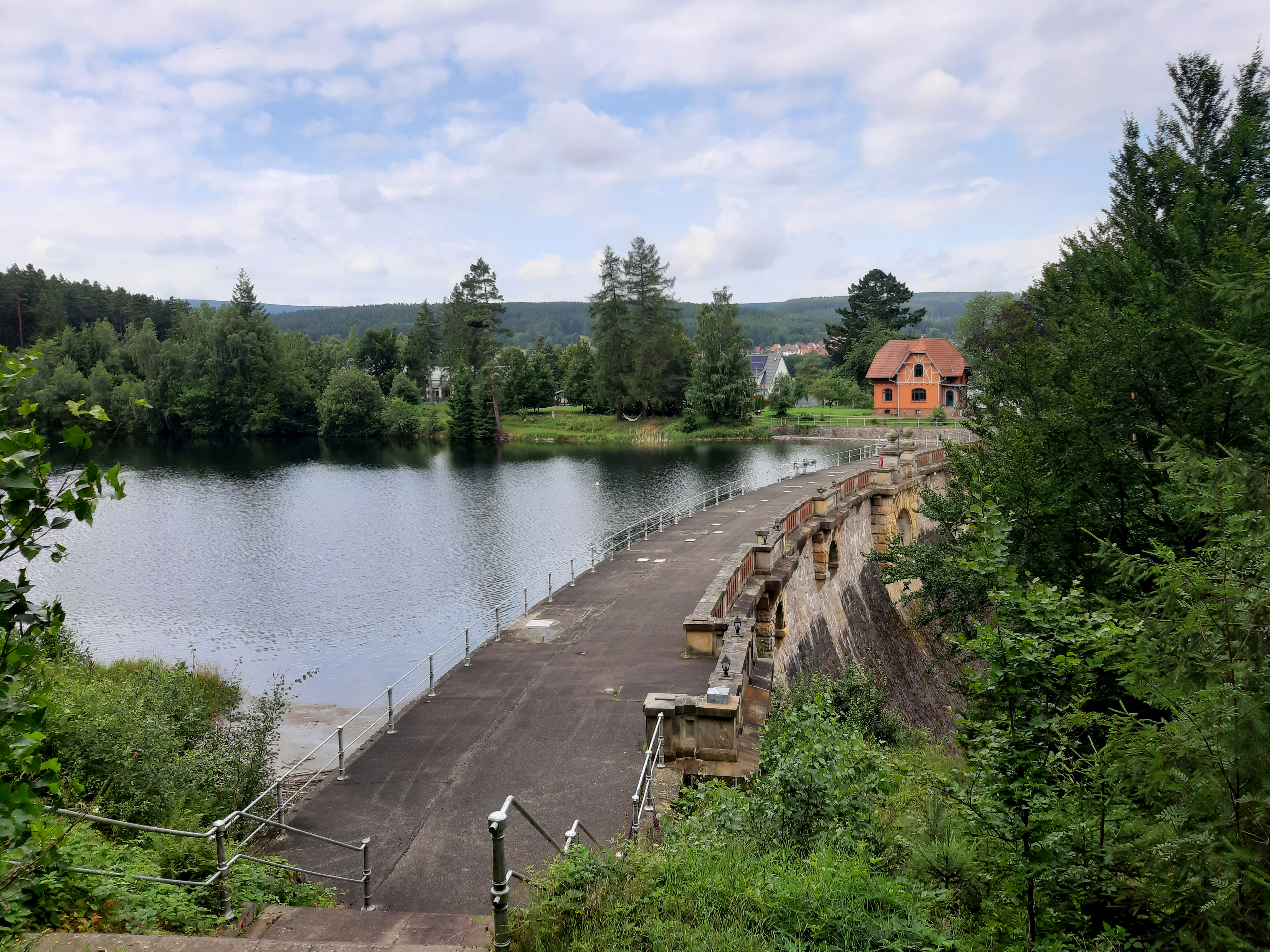
Staumauer und Dammkrone der Talsperre Tambach-Dietharz

Die Staumauer ist eine gekrümmte Gewichtsstaumauer aus Porphyr-Bruchsteinmauerwerk. Von 1987 bis 1991 wurde die Talsperre rekonstruiert, sie bekam dabei einen oben 2,50 m und unten 6,20 m breiten Mantel aus Beton mit einem Kontrollgang und wurde am 16. Juli 1991 wieder angestaut.
Die Talsperre hat eine Vorsperre im Apfelstädtgrund.